# Motel California
| Recensione | Giudizio |
| ---------- | -------- |
| AllMusic   |          |

Motel California è il terzo album studio del gruppo heavy metal statunitense Ugly Kid Joe, pubblicato nel 1996.

## Tracce
1. It's a Life – 2:59
2. Dialogue – 2:25
3. Sandwich – 2:44
4. Rage Against the Answering Machine – 1:38
5. Would You Like to Be There – 3:16
6. Little Red Man – 4:00
7. Bicycle Wheels – 1:59
8. Father – 3:29
9. Undertow – 4:29
10. Shine – 2:49
11. Strange – 4:20
12. 12 Cents – 4:54

## Formazione
Cast artistico
- Whit Crane - voce
- Cordell Crockett - basso
- Shannon Larkin - batteria
- Dave Fortman - chitarra
- Klaus Eichstadt - chitarra

Ospiti
- Jennifer Barry - cori (in Would You Like to Be There)
- Lemmy Kilmister - cori (in Little Red Man)
- Angus Cooke - violoncello (in Undertow)
- Tim Wheater - flauto (in 12 Cents)

Cast tecnico
- Manny Lecuona - masterizzazione
- Phil Nicolo - missaggio
- Jim Mitchell - ingegneria del suono
- Jon E. Love - ingegneria del suono
- Greg Fidelman - assistente all'ingegneria del suono
- Mark Casselman - assistente all'ingegneria del suono